# 山本和夫
山本 和夫（やまもと かずお、1907年〈明治40年〉4月25日 - 1996年〈平成8年〉5月25日）は、日本の児童文学作家、詩人。妻は、児童文学作家で翻訳家の山本藤枝。ロシア児童文学の翻訳・研究家の松谷さやかはその子にあたる。

## 来歴・人物
福井県遠敷郡松永村門前（現小浜市）で、山本文雄の長男として生まれる。旧制小浜中学校卒業。中学時代より詩作を始め、1926年（大正15年）東洋大学専門学部倫理学東洋文学科に入学、1929年（昭和4年）に卒業した。在学中に乾直恵、白井一二らと『白山詩人』同人となり赤松月船、勝承夫、大村主計と詩を発表し、処女詩集『仙人と人間との間』を創刊し活躍した。
1932年（昭和7年）三省堂編集部に勤めながら文学活動を続け、1935年（昭和10年）には同人誌『星座』に参加、同誌に連載した『国木田独歩ノート』で全国同人誌クラブ賞受賞。『星座』に発表した評論が反戦との嫌疑を受け文芸評論家の矢崎弾と共に検挙された（人民戦線事件）。1938年（昭和13年）刊行の詩集『戦争』が文芸汎論賞受賞。1941年（昭和16年）11月には陸軍報道班員として高見順や豊田三郎らとビルマ方面へ向かう。また、山本と同じ部隊には、海音寺潮五郎や井伏鱒二らがいた。戦時中は多くの戦意高揚の作品を書いた。1945年（昭和20年）の終戦の一時期郷里の門前で県内の青年を集めて文化活動をした。
戦後しばらく沈黙、以後児童文学に専念し、1948年（昭和23年）に再び東京に出て作家活動を開始。1955年（昭和30年）に児童文学雑誌「トナカイ村」を創刊。偉人伝を多く書いた。1961年（昭和36年）に日本児童文学者協会理事長に就任。多くの作品の中で、『燃える湖』（1964年〈昭和39年〉）は大作で、第13回小学館文学賞を受賞。また、少年詩集『海と少年』（1975年〈昭和50年〉）で第22回サンケイ児童出版文化賞大賞。詩集『シルクロードが走るゴビ砂漠』（1985年〈昭和60年〉）で第15回赤い鳥文学賞受賞。1988年（昭和63年）に出版した詩集『虚空』を含むと13冊の詩集がある。
晩年は、福井県立若狭歴史民俗資料館（現：福井県立若狭歴史博物館）館長に就任。また、母校である若狭高校校歌の作曲を自ら山田耕筰に依頼している。東洋大学「応援歌」の作詞者選考の際、勝承夫、尾張真之介と共に審査員を務めた。
新潟県を舞台とした合唱曲の名曲『親知らず子知らず』、『阿賀野川』は、中学校の校内合唱コンクールで歌われる機会が多い。

## 略年譜
- 1907年4月25日 - 父文雄、母とよの長男として、福井県遠敷郡松永村（現・小浜市）門前に生まれる。父は小学校教員、後に松永村村長。
- 1914年 - 松永尋常小学校に入学。門前分教場へ通う。
- 1921年 - 福井県立小浜中学校に入学。中学校校友会誌に詩を発表するなど、詩作を始める。
- 1926年 - 東洋大学倫理学東洋文学科に入学。詩誌「白山詩人」創立に参加し、同誌を中心に、詩をはじめ多くの作品を発表する。
- 1929年 - 初の著書、短歌集『雲と人間と百舌鳥』を刊行。東洋大学を卒業。処女詩集『仙人と人間の間』を刊行。
- 1930年 - 鯖江歩兵第36連隊に入隊（同年除隊）。小川未明主宰のアナキズム派自由芸術家連盟に入る。
- 1932年 - 神田三省堂企画部に勤務。
- 1935年 - 岡村フジエ（山本藤枝 女性史研究家・詩人）と結婚[4]。第二詩集『花のある村』を刊行。「国木田独歩研究ノート」で「全国同人雑誌クラブ賞」を受賞。
- 1937年 - 長女さやか（松谷さやか 児童文学者・翻訳家）誕生[注釈 1]。雑誌に発表した評論や詩の内容が反戦的として検挙、1ヶ月近くにわたり拘留される。
- 1938年 - 敦賀歩兵第19連隊に入隊。初めて大陸の地を踏み、中国戦線を転戦する（翌年除隊）。
- 1940年 - 詩集『戦争』で「文芸汎論賞」を受賞
- 1941年 - 童話集『大将の馬』を刊行（自身ではこの作品を児童文学の処女作とする）。長男祐夫誕生。陸軍報道班員としてビルマに渡る。同班には高見順、豊田三郎らがいた。海音寺潮五郎、井伏鱒二らと同じ部隊に所属。1年以上にわたり、ビルマ・タイ各地で戦場生活を送る（1943年除隊）。
- 1944年 - 三度目の召集をうけ、小浜の陸軍駐屯隊に入隊。翌年、敦賀第19連隊に召集。
- 1945年 - 終戦後、故郷の松永村で土を耕しながら、新しい日本の未来像を描く。
- 1946年 - 次女真帆子誕生。「鶉山農場」を開設・主宰。雑誌「鶉」を創刊する。旧友の井上靖が来訪し、毎日新聞に「鶉山農場」の記事を発表。「若狭文化新聞」（若狭文化会 発行）の編集・発行人となる。多田裕計らと共に文芸雑誌「北陸生活」の創刊に参加。
- 1947年 - 上京し、モダン日本社に勤務。東京での文筆活動を再開する。
- 1948年 - NHK（日本放送出版協会）に勤務。
- 1954年 - 母とよが死去。
- 1955年 - 児童文学雑誌「トナカイ村」を加藤輝男、山本藤枝らと創刊。
- 1958年 - 父文雄が死去。
- 1960年 - 童話『町をかついできた子』で「トナカイ村那須賞」を受賞。
- 1962年 - 戦後初、18年ぶりの詩集『峠をゆく』を刊行。
- 1964年 - 童話『燃える湖』で「小学館児童文学賞」を受賞。
- 1966年 - 坂本喜一、和気孝衛と「むらさき幼稚園」（東京都国分寺市）を設立し、園長となる。
- 1968年 - ソビエト連邦より招かれ、ソ連各地を訪問。モスクワのジャーナリスト会館で即興詩「青いリンゴ」を朗読。
- 1971年 - 郷里の小浜市立図書館に蔵書八百冊を寄贈し、「山本和夫文庫」が開設される。
- 1975年 - 詩集『海と少年』で「サンケイ児童出版文化賞大賞」を受賞。生家のある小浜市門前の明通寺境内に「青の村」詩碑が建立される。
- 1979年 - 『山本和夫全詩集』を刊行。
- 1980年 - 中国、シルクロードを旅行。敦煌、ゴビ砂漠などを訪れる。
- 1985年 - 詩集『シルクロードが走るゴビ砂漠』で「赤い鳥文学賞」を受賞。
- 1988年 - 小浜市にある福井県立若狭歴史民俗資料館（現・福井県立若狭歴史博物館）の館長に就任。
- 1996年5月25日 - 死去。

- ※『山本和夫年譜』（小畑昭八郎・編 鶉山文庫 一九七〇年）、『青の村ー山本和夫文学ガイド』（保坂登志子・編著 かど書房 一九八九年）を基にまとめた。

## 山本和夫詩碑
小浜市門前の山本和夫生誕地の明通寺境内に建立されている。詩碑のあるその周辺の境内は山本和夫文学に深くかかわった所でもある。1975年（昭和50年）11月23日除幕式を行った。かつて山本和夫は1945年（昭和20年）終戦の年から数年間この村で、日本の敗戦の挫折から立ち直ろうとする青年たちを集めて文化運動を展開した。その当時参集した人たちが中心になって山本和夫の詩業をたたえるモニュメントを計画した。詩碑「青の村」は文化勲章受章の谷口吉郎の設計で御影石14枚が詩集を広げた逆形をしており、自筆のペン字が刻まれている。

## 詩歌集
- 第1詩集『仙人と人間との間』（1929年）
- 『花のある村』梯梧書房（1936年）
- 『戦争 山本和夫作品集』不確定性ペーパ刊行会（1938年、文芸汎論賞）
- 『花咲く日』洛陽書院（1943年）
- 『亜細亜の旗 詩集』みたま出版　1944
- 『峠をゆく 山本和夫詩集』甲陽書房　1962
- 『影と共に 山本和夫詩集』千代田書房　1970
- 『海と少年 山本和夫少年詩集』理論社　1975　現代少年詩プレゼント
- 『小さないのち抄 山本和夫詩集』千代田書房　1975
- 『山本和夫全詩集』スタジオVIC（1979年）
- 『シルクロードが走るゴビ砂漠 山本和夫少年詩集』かど創房　1985
- 『心の宇宙にかかる虹 山本和夫詩集』みはるかそさえて　1987　森の詩叢書
- 『虚空 山本和夫詩集』福田正夫詩の会　1988　焔叢書
- 『虹 山本和夫少年詩集』かど創房　1992
- 『井上靖・山本和夫青春詩集』福田正夫詩の会　1997　焔選書
- 『若狭 山本和夫歌集』『青の村』山本和夫の会　2001

## 著書
- 『山ゆかば 武漢攻略戦記』河出書房　1939
- 『一茎の葦』河出書房　1940
- 『現代詩人研究』山雅房　現代詩学叢書 1941
- 『支那のこども』小学館　1941
- 『戦場の郷愁』六芸社　1941
- 『大将の馬 ひらがな童話』紀元社　1941
- 『東洋の系図』山雅房　1941
- 『南京城』六芸社　帰還作家書きおろし長篇小説純文学叢書　1941
- 『野戦詩集』編　山雅房　1941
- 『戦場の月』中央公論社　ともだち文庫　1942
- 『野戦の結婚』六芸社　1942
- 『湖畔の少年』金の星社　1944
- 『花咲くビルマ戦線 上級向』成徳書院　少国民大東亜戦記 1944
- 『ガンジー 裸の聖者』ポプラ社　偉人伝文庫 1952
- 『小泉八雲 愛の詩人』偕成社 偉人物語文庫 1952
- 『雀を飼う少女』あかね書房　1952
- 『中学生のための詩の教室』宝文館　1952
- 『トルストイ 世界の文豪』ポプラ社　偉人伝文庫 1952
- 『芭蕉 旅の俳聖』偕成社　偉人物語文庫 1952
- 『ダ・ヴィンチ』あかね書房 小学生伝記文庫 1953
- 『坪内逍遥 明治文化の先駆者』ポプラ社 偉人伝文庫 1953
- 『塙保己一 盲目の大学者』ポプラ社 偉人伝文庫 1953
- 『牧野富太郎 植物界の至宝』ポプラ社 偉人伝文庫 1953 のち講談社火の鳥伝記文庫
- 『日蓮 受難の聖者』ポプラ社　偉人伝文庫 1954
- 『小学生の詩』宝文館　1956
- 『島崎藤村 永遠の文豪』ポプラ社　偉人伝文庫 1957
- 『シュバイツァー』偕成社　児童伝記全集 1958
- 『ひらかな牧野富太郎』金の星社　ひらかな偉人文庫 1958
- 『良寛さま』偕成社　児童伝記全集 1958
- 『キュリー夫人』ポプラ社　子どもの伝記物語 1959
- 『明るい話・正しい人 新しい道徳逸話集 1～3年生』偕成社　1959-60
- 『石川啄木』ポプラ社　子どもの伝記物語 1960
- 『滝廉太郎』ポプラ社　子どもの伝記物語 1960
- 『町をかついできた子』東都書房　1960
- 『ミレー』ポプラ社　子どもの伝記物語 1960
- 『リンカーン』偕成社　幼年伝記ものがたり 1963
- 『燃える湖』理論社ジュニア・ロマンブック 1964
- 『詩の作り方』ポプラ社 入門百科 1965
- 『どろぼうをけとばしたアヒルのはなし』さ・え・ら書房　あかいふうせん 1965
- 『児童文学へのアプローチ』理論社 児童文学セミナー 1966
- 『こころの絵日記』理論社　小学生文庫 1967
- 『子どものつくる詩』千代田書房　1969
- 『ちゃっくりがき』さ・え・ら書房　メモワール文庫 1969
- 『ケネディ』潮出版社　ポケット偉人伝 1970
- 『大仏さまと地蔵さま』千代田書房 子どものための文化財ものがたり 1971
- 『山の分校』ポプラ社　1971
- 『日本のおどけ話』編著 偕成社　少年少女類別民話と伝説 1972
- 『なむあみだぶつ戦争』さ・え・ら書房　日本史の目 1973
- 『園長日記』新読書社　1983
- 『青の村 山本和夫文学ガイド』保坂登志子編著　かど創房　1989

## 翻訳
- 『安南の水鶏 仏領印度童話集』笠井信夫共著　増進堂　1944　大東亜圏童話叢書
- 石田玉山『太閤記ものがたり』編著 偕成社　1955
- ブソニ『スタンレーのアフリカ探検』講談社　1958　少年少女世界探検冒険全集
- 『ララミー牧場』全10巻 編著 ポプラ社　1961-62
- 羅貫中『三国志』岩崎書店　1967　ジュニア版世界の文学
- 『トルストイ 世界偉人自伝全集』訳編　小峰書店　1968
- ヘミングウェイ『武器よさらば』岩崎書店　1968　ジュニア版世界の文学
- 『世界名詩集』編 岩崎書店　1969ジュニア版世界の文学

## 作詞曲
- 親しらず子しらず（岩河三郎作曲）
- ひめゆりの塔（岩河三郎作曲）
- たじま牛（岩河三郎作曲）
- 十字架の島（岩河三郎作曲）
- 琵琶湖のうた（岩河三郎作曲）
- 阿賀野川（岩河三郎作曲）
- 秋の雲（岩河三郎作曲）
- わたしは鮭（青島広志作曲）
- ふるさとの初夏（小山章三作曲）
- 入善町立上青小学校校歌（佐藤進作曲）
- 佐渡市立高千中学校校歌（平山寮作曲）
- 坂井市立兵庫小学校校歌（柏木俊夫作曲）
- 越前市国高小学校校歌（柏木俊夫作曲）
- 越前町立越前中学校校歌（石桁真礼生作曲）
- 勝山市立勝山中部中学校校歌（中田喜直作曲）
- 大飯町立本郷中学校校歌（牧田宗矩作曲）
- 町田市立つくし野小学校校歌（川口晃作曲）
- おおい町立名田庄中学校校歌（川口晃作曲）
- 若狭町立野木小学校校歌（川口晃作曲）
- 若狭町立瓜生小学校校歌（山崎八郎作曲）
- 若狭町立上中中学校校歌（堀内敬三作曲）
- 小浜市立内外海小学校校歌（岩河三郎作曲）
- 小浜市立堅海小学校校歌（牧田宗矩作曲）
- 小浜市立松永小学校校歌（大澤壽人作曲）
- 小浜市立遠敷小学校校歌（鈴木良二作曲）
- 小浜市立宮川小学校校歌（川口晃作曲）
- 小浜市立加斗小学校校歌（小山清茂作曲）
- 小浜市立口名田小学校校歌（岩河三郎作曲）
- 小浜市立小浜第二中学校校歌（信時潔作曲）
- 御前崎市立浜岡中学校校歌（市川都志春作曲）
- 長野県北部高等学校校歌（信時潔作曲）
- 福井県立敦賀工業高等学校校歌（信時潔作曲）
- 福井県立若狭農林高等学校校歌（吉原規作曲）
- 福井県立若狭東高等学校校歌（湯山昭作曲）
- 福井県立若狭高等学校校歌（山田耕作作曲）
- 東京都立保谷高等学校校歌（岩河三郎作曲）
- 東京都立足立東高等学校校歌（平井康三郎作曲）
- 東京都国分寺市の歌 歌詞補作（渡辺登作詞／笠原勤作曲）
- 福井県小浜市制20周年記念 新歌謡 小浜みなと（今島寿吉監修／古関裕而作曲）